# NGC 3675
NGC 3675 (другие обозначения — UGC 6439, MCG 7-24-4, ZWG 214.5, PGC 35164) — спиральная галактика (Sb) в созвездии Большая Медведица.
Этот объект входит в число перечисленных в оригинальной редакции «Нового общего каталога».
В галактике вспыхнула сверхновая SN 1984R. Её пиковая видимая звёздная величина составила 13